# Bear Rock Festival
 (juillet 2021).
Le Bear Rock Festival a été créé en 1995 par un groupe d'étudiants désireux d'animer la ville d'Andenne (Belgique) et de partager avec ses habitants leurs goûts musicaux. Il se déroule chaque dernier vendredi du mois de juin sur la place du Chapitre, au pied de la collégiale Sainte-Begge, et est entièrement gratuit.
Les neuf premières éditions se sont déroulées sur une scène unique. En 2004, une seconde scène sous chapiteau vint s'ajouter à la première.
Dédié au rock sous toutes ses formes, le festival a notamment pour objectif la promotion des artistes régionaux (quelques groupes andennais, tels que Lillian Gish ou Sweek par exemple, ont pu se faire connaître grâce à cet événement), mais aussi celle de groupes belges ou étrangers encore trop peu connus selon les organisateurs. Parmi les artistes qui se sont déjà produit au Bear Rock Festival, on peut signaler le groupe post-rock japonais Mono ou encore les Français de Dionysos. Pendant le festival, entre les concerts, des projections de courts-métrages sur écrans géants contribuent à l'originalité du festival.
Les fondateurs du Festival se sont constitués en Association Sans But Lucratif (Bear Rock Live ASBL) en 2006 pour poursuivre l'organisation du Festival. À côté du Festival, le Bear Rock Live ASBL est un acteur important dans la vie associative, culturelle et musicale de la Ville d'Andenne par sa participation à de nombreuses manifestations en lien avec la musique.

## Programmation

### Années 2020

#### 2022 (24 juin)
Last Night Issue, Empty Head, Full of Suédoise, VaathV, Des Yeux, Dolores, Al Mustaqil (IT), MMUURR, Briqueville, Psychonaut, It It Anita, Elvis Black Star, Bugul Noz, GI Joe

#### 2021
Annulé pour cause de Covid-19

#### 2020
Annulé pour cause de Covid-19

### Années 2010

#### 2015
Go!Zilla (IT), Blondstone (FR), René Binamé, Lost in Kiev (FR), Thyself, Tongue, Terror Terror, Sourblast, Leitini

#### 2014
Bruno Acapulco, The Poneymen, Thot, Apaches, La Tentation Nihiliste, Alice in the cities, Viva Cats, Urchintest, Big Fat Lukum, Acetone

#### 2013
Oscar and the Wolf, W. Victor, The Fouck Brothers, New York Wannabes, Terraformer, Little X Monkeys, Twisted Frequencies, Immaculate Star, 5 Underground

#### 2012
Acid Machine, Crazy Lady Madrid, Black Rainbows, Eepocampe, Kapitan Korsakov, The K, Castles, Organic, Ilydaen

#### 2011
5Pack,Natsuko, Hallouminati, Steak Number Eight, Ramon Zarate, Lena Deluxe, General Lee, Spbar, The Alleyways, Mad Radios

#### 2010
Re@cStable,Steppin' Brothers, Waxdolls, Doreen Shaffer (Skatalites) & The Moon Invaders, Romano Nervoso, Quiet, Frank Shinobi, The Guilty Brothers Experience, Drums are for Parades, Le Coup du Parapluie

### Années 2000

#### 2009
Cowboys in Sight, Isaïah, Cafeneon, Riot Riot (UK), Bzz (FR), Kiss the Anus of a Black Cat, Les Generals Jack, Starving, Kingdom, The Experimental Tropic Blues Band, The Death Letters (NL), Banane Metalik (FR), Electric Electric (FR), Fukkk Offf (D)

#### 2008
Cerebral domination, Elvis Black Stars, L'Homme Puma, Blutch, Mick Hart, Le Chat Noir, Dälek, Rencontrez l'Amour, Freddy Loco and the Gordo's ska band, Djevara, Kill the young

#### 2007
Pentark, Mièle, Doktor Caligari, Ultra Dolphins (US), Interlude (SP), The Negro Conspiracy, Frank Shinobi, Logh (SW), Skarbone 14, Signal Electric (F), Rotterdam Ska Jazz Foundation (NL)

#### 2006
Millimetric (F), Hyperclean (F), Tang (F), Jakob Maersk, Smash my Radio, The Psyke Project (DK), El Dinah, Ultraphallus, Two Star Hotel, Mad Men’s Team, Boogers (F), Elektrocution (F), Roy & the Devil’s Motorcycle (CH)

#### 2005
The cold storage, Volt voice, K Branding, The chinese stars (US), Car crash (F), The unit (UK), The sedan vault, L’enfance rouge (FR-IT), Turbo ac’s (US), Pitchtuner (D), Daau, Vendas novas (F), Interlope (F)